# Bostra colombiae
Bostra colombiae är en insektsart som beskrevs av Morgan Hebard 1919. Bostra colombiae ingår i släktet Bostra och familjen Diapheromeridae. Inga underarter finns listade.